# Дин-стрит (линия Франклин-авеню, Би-эм-ти)
Дин-стрит (англ. Dean Street) — бывшая станция Нью-Йоркского метрополитена, располагавшаяся на линии Франклин-авеню. Станция находилась в Бруклине, в округе Бедфорд-Стайвесант, на пересечении Франклин-авеню с Дин-стрит. Эта станция необычна тем, что за всю свою историю она была открыта и закрыта два раза.

## История станции
Впервые станция была открыта 15 августа 1896 года вместе с открытием соединения линии Брайтон с линией Фултон-стрит. Станция была эстакадной, представляла собой две боковые платформы. В таком виде станция проработала чуть более трёх лет: в конце 1899 года её закрыли из-за малого пассажиропотока.
Однако закрытие станции вызвало негативную реакцию местных жителей. Под влиянием многочисленных протестов станция была открыта в прежнем виде во второй раз — 28 октября 1901 года. Пассажиропоток был по-прежнему низким. Несмотря на это, в 1924 году платформы продлили для приема шестивагонных составов метрополитена (линия была включена в состав метро 1 августа 1920 года).
Со временем станция сильно обветшала. Её ремонт был экономически невыгоден: чрезмерно низкий пассажиропоток (самый низкий на тот момент во всей системе), да к тому же в нескольких сотнях метров располагается соседняя станция, расположенная на оживлённом перекрёстке Франклин-авеню и Фултон-стрит. В связи с этим было принято решение об окончательном закрытии станции, что и произошло 10 сентября 1995 года.

## Станция сегодня
Линия Франклин-авеню, на которой находилась Дин-стрит, до сих пор используется для челночного движения поездами челнока Франклин-авеню. Наземная часть линии была полностью перестроена в ходе реконструкции 1998 — 1999 годов: сейчас в том месте, где находилась станция, линия уже не двух-, а однопутная. Никаких видимых следов бывшей станции не сохранилось, за исключением уличного фонаря, который когда-то освещал лестницу.

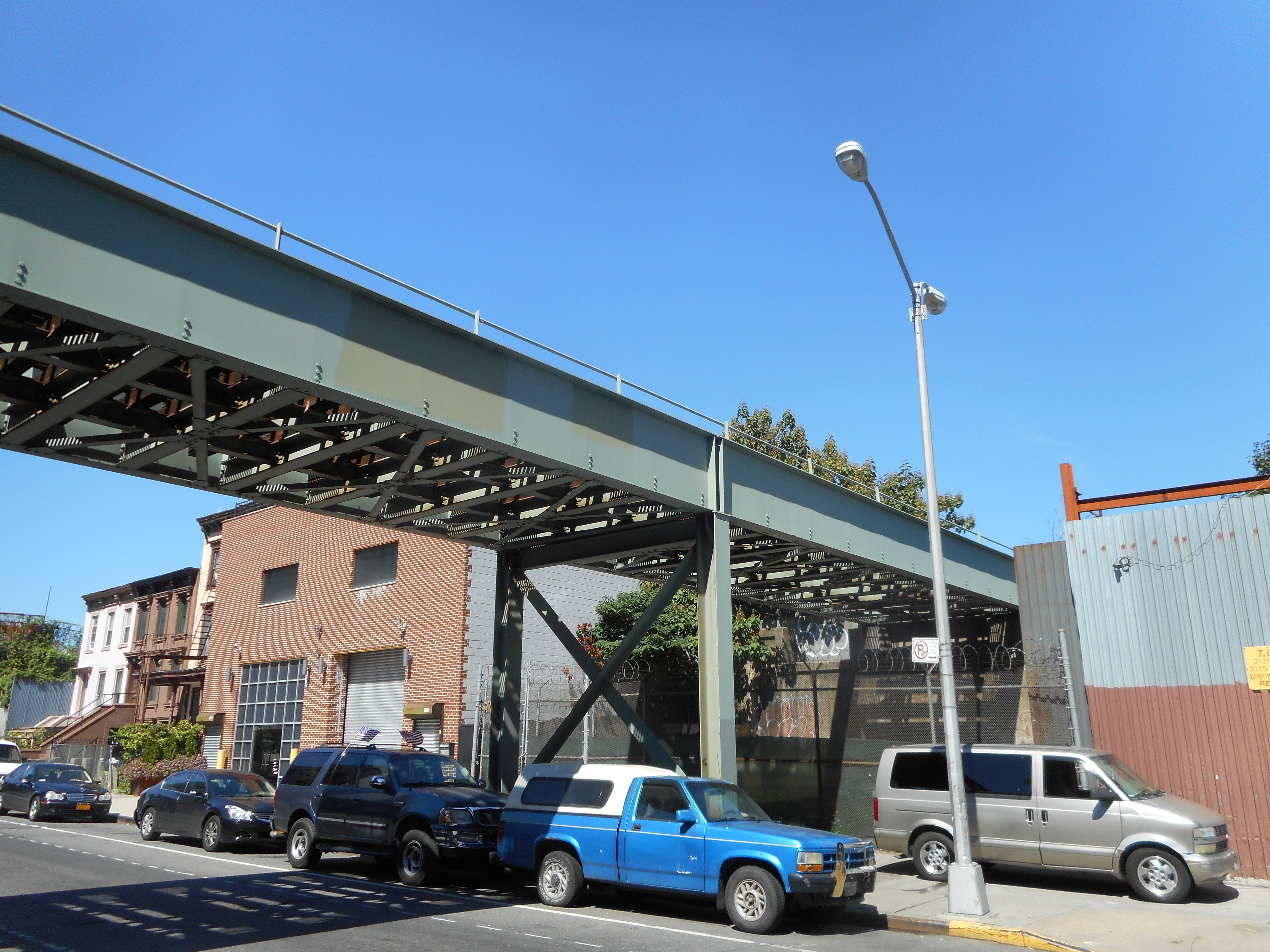
Бывшее место станции